# Tây Azerbaijan (tỉnh)
Tỉnh Tây Azerbaijan (Ba Tư: استان آذربایجان غربی, Ostān-e Azarbaijan-e Gharbi) là một trong 31 tỉnh của Iran. Tỉnh này nằm ở phía tây bắc của đất nước, giáp biên giới với các tỉnh Iğdır, Ağrı, Van, Hakkâri của Thổ Nhĩ Kỳ và các tỉnh Erbil, Sulaymaniyah của Iraq, cộng hòa tự trị Nakhchivan của Azerbaijan, và các tỉnh Đông Azarbaijan, Zanjan và Kurdistan.
Tỉnh Tây Azerbaijan có diện tích 43.660 km ², bao gồm hồ Urmia và riêng diện tích đất là 39.487 km ². Năm 2006, toàn tỉnh có dân số 3.015.361 người  Lưu trữ ngày 30 tháng 9 năm 2007 tại Wayback Machine. Thành phố thủ đô và thành phố lớn nhất của tỉnh là Urmia.

## Giáo hội ở Tây Azerbaijan
Có 31 nhà thờ Kitô giáo là Di sản văn hóa của Iran nằm tại tỉnh. Nhiều trong số này gắn liền với những cột mốc lịch sử quan trọng.
Quần thể nhà thờ của người Armeni:
- Tu viện St. Thaddeus (Surp Tade Vank) - Maku - Karakelisa - Đầu Kitô giáo (được sửa chữa trong năm 1329 và 1820)
- Nhà thờ St. Sandukht (Surp Sandukht) - Maku - Karakelisa - thế kỷ 14
- Nhà thờ St. Vardan (Surp Vardan) - Maku - Shaveran - thế kỷ 18
- Tu viện Thánh Maria (Surp Asdvadzadzin Vank) - Maku - Baron (Dzor Dzor) - 1324
- Nhà thờ St. Sarkis (Surp Sarkis) - Khoy - 1120
- Nhà thờ Giáo hội Kitô (Surp Khatch Kristosi) - Khoy - Mahlazan - 1656
- Nhà thờ Giáo hội Thánh Maria (Surp Asdvadzadzin) - Khoy - Ghris - thế kỷ 16
- Nhà thờ St. Sarkis (Surp Sarkis) - Khoy - Fanai - thế kỷ 16
- Nhà thờ Giáo hội Thánh Maria (Surp Asdvadzadzin) - Khoy - Dizeh - thế kỷ 18
- Nhà thờ Giáo hội St. Sarkis Commander (Surp Sarkis Zoravar) - Khoy - Var - thế kỷ 18
- Nhà thờ Giáo hội St. James (Surp Hakop) - Khoy - Saeedabad - thế kỷ 18
- Nhà thờ Giáo hội Thánh Maria (Surp Asdvadzadzin) - Salmas - Akhtekhaneh - thế kỷ 18
- Nhà thờ Giáo hội St. James (Surp Hakop) - Salmas - Aslanik - 1886
- Nhà thờ Giáo hội St. George (Surp Gevorg) - Salmas - Charik - 1203
- Nhà thờ Giáo hội St. Sarkis Commander (Surp Sarkis Zoravar) - Salmas - Drishk - 1400
- Nhà thờ St. Sarkis (Surp Sarkis) - Salmas - Qalasar - 1806
- Nhà thờ Sts. Paul-Peter (Surp Poghos-Petros) - Salmas - Qezeljeh
- Nhà thờ St. John (Surp Hovhannes) - Salmas - Qezeljeh - 1189
- Nhà thờ Giáo hội Thánh Maria (Surp Asdvadzadzin) - Salmas - Haftvan - thế kỷ 18
- Nhà thờ Giáo hội St. George (Surp Gevorg) - Salmas - Haftvan - 1652
- Nhà thờ Giáo hội St. Thaddeus (Surp Tadevos) - Salmas - Haftvan - thế kỷ 13
- Nhà thờ Sts. Paul-Peter (Surp Poghos-Petros) - Salmas - Haftvan
- Nhà thờ Giáo hội St Sarkis (Surp Sarkis) - Salmas - Khosrowabad - 1717
- Nhà thờ Giáo hội St. Sarkis (Surp Sarkis) - Salmas - Goluzan - thế kỷ 18
- Nhà thờ Giáo hội Thánh Maria (Surp Asdvadzadzin) - Salmas - Sheitanabad - 1708
- Nhà thờ Giáo hội St. George (Surp Gevorg) - Salmas - Payajuk - 1751
- Nhà thờ Giáo hội St. George (Surp Gevorg) - Salmas - Karabulagh
- Nhà thờ Giáo hội St. George (Surp Gevorg) - Salmas - Hodar - 1813
- Nhà thờ Giáo hội St. James (Surp Hakop) - Salmas - Kohneshahr - 1671
- Nhà thờ Giáo hội St. Sarkis (Surp Sarkis) - Salmas - Kohneshahr - 1671
- Nhà thờ Giáo hội St. John (Surp Hovhannes) - Salmas - Kohneshahr - 1825
- Nhà thờ Giáo hội St. Sarkis Commander (Surp Sarkis Zoravar) - Salmas - Malham - 1711
- Nhà thờ Giáo hội St. Vardan (Surp Vardan) - Salmas - Malham - 1724
- Nhà thờ Các Sư Thánh (Surp Chknavorats) - Salmas - Malham - 1796
- Nhà thờ Giáo hội St. Sarkis (Surp Sarkis) - Salmas - Saramolk - 1758
- Nhà thờ Giáo hội Thánh Maria (Surp Asdvadzadzin) - Salmas - Sarna - 1625
- Nhà thờ Giáo hội St. George (Surp Gevorg) - Salmas - Savera - thế kỷ 18
- Nhà thờ các Đấng Cứu Sinh (Surp Amenaprgitch) - Salmas - Zivajik - 1892
- Nhà thờ Giáo hội St. Sarkis (Surp Sarkis) - Salmas - Kojamish - 1348
- Nhà thờ Giáo hội St. Sarkis (Surp Sarkis) - Salmas - Ula
- Nhà thờ Giáo hội St. Stephen (Surp Stepanos) - Urmia - 18th century
- Nhà thờ Giáo hội St. John (Surp Hovhannes) - Urmia - Balanej - thế kỷ 17
- Nhà thờ Giáo hội St. John (Surp Hovhannes) - Urmia - Badelbo - thế kỷ 18
- Nhà thờ Giáo hội St. Sarkis (Surp Sarkis) - Urmia - Surmanabad - thế kỷ 18
- Nhà thờ Thánh Đăng (Surp Nshan) - Urmia - Jamalabad - thế kỷ 18
- St. John (Surp Hovhannes) - Urmia - Jamalabad - thế kỷ 18
- Nhà thờ Giáo hội St. George (Surp Gevorg) - Urmia - Gardabad - thế kỷ 17
- Nhà thờ Giáo hội St. Sarkis (Surp Sarkis) - Urmia - Ikiaghaj - thế kỷ 17
- Nhà thờ Giáo hội Thánh Maria (Surp Asdvadzadzin) - Urmia - Isalu - thế kỷ 17
- Nhà thờ Giáo hội Thánh Maria (Surp Asdvadzadzin) - Urmia - Karaguz - thế kỷ 18
- Nhà thờ Giáo hội St. John (Surp Hovhannes) - Urmia - Karagiz - 18th century
- Nhà thờ Giáo hội Thánh Maria (Surp Asdvadzadzin) - Urmia - Nakhichevan Tepe - thế kỷ 17
- Nhà thờ Giáo hội Thánh Maria (Surp Asdvadzadzin) - Urmia - Reihanabad - thế kỷ 17
- Nhà thờ Giáo hội Thánh Maria (Surp Asdvadzadzin) - Urmia - Sepurghan - thế kỷ 17
- Nhà thờ Giáo hội St. Sarkis (Surp Sarkis) - Urmia - Sepurghan - thế kỷ 17
- Nhà thờ Giáo hội St. Peter (Surp Petros) - Urmia - Karabagh - 1655
- Nhà thờ Giáo hội St. John (Surp Hovhannes) - Urmia - Adeh - thế kỷ 17
- Nhà thờ Giáo hội Thánh Maria (Surp Asdvadzadzin) - Urmia - Dizej Ala - 1820
- Nhà thờ Giáo hội St. John (Surp Hovhannes) - Urmia - Khan Babakhan - thế kỷ 17
- Nhà thờ Giáo hội St. Sarkis (Surp Sarkis) - Urmia - Kachilan - thế kỷ 17
- Nhà thờ Giáo hội St. George (Surp Gevorg) - Urmia - Shirabad - thế kỷ 18
- Nhà thờ Giáo hội Thánh Maria (Surp Asdvadzadzin) - Urmia - Charbakhsh - 1882
- Nhà thờ Giáo hội Sts. Paul-Peter (Surp Poghos-Petros) - Urmia - ChaharGushan - thế kỷ 18
- Nhà thờ Giáo hội Thánh Maria (Surp Asdvadzadzin) - Urmia - Rahava - thế kỷ 17
- Nhà thờ Giáo hội Thánh Maria (Surp Asdvadzadzin) - Urmia - Ballu - thế kỷ 17
- Nhà thờ Giáo hội St. Sarkis (Surp Sarkis) - Urmia - Darbarud - thế kỷ 18
- Nhà thờ Giáo hội St. Sarkis (Surp Sarkis) - Urmia - Kukia - thế kỷ 18
- Nhà thờ Giáo hội Thánh Maria (Surp Asdvadzadzin) - Urmia - Babarud - thế kỷ 18
- Nhà thờ Giáo hội St. Sarkis (Surp Sarkis) - Miandoab - Taqiabad

Ngoài ra là rất nhiều các nhà thờ của người Assyria.
Năm 2008, UNESCO đã chọn một nhóm các công trình kiến trúc tôn giáo như là một phần của Quần thể nhà thờ của người Armeni ở Iran là di sản thế giới.